# Beenie Man
Beenie Man (egentligen Anthony Moses Davis), född 22 augusti 1973 i Kingston, är en framgångsrik jamaicansk artist inom reggae och dancehall. 2001 vann han en Grammy Award i kategorin Best Reggae Album för sitt album Art and Life.
Beenie Man har Sverigekoppling genom hans singel på "Toxic Riddim", inspelad och mixad i Sverige av Soundism och utgiven av KBC Music.

## Omdiskuterade texter & inställda konserter
Beenie Man skriver ofta starkt anti-homosexuella texter, till exempel "Jag drömmer om ett nytt Jamaica, kom hit och avrätta alla bögar" har väckt starka protester med inställda konserter i Storbritannien, Nya Zeeland och Sverige som följd. I ett uttalande 2012 tog Beenie Man avstånd från tidigare uttalat homofoba texter.

## Diskografi
- 1992 – Cool Cool Rider
- 1994 – Dis Unu Fi Hear
- 1994 – Defend It
- 1995 – Beenie Man Meets Mad Cobra
- 1995 – Blessed
- 1996 – Maestro
- 1997 – Many Moods of Moses
- 1999 – Y2K
- 1999 – The Doctor
- 2000 – Art and Life
- 2001 – Youth Quake
- 2002 – Tropical Storm
- 2004 – Back to Basics
- 2005 – Hundred Dollar Bag
- 2006 – Concept of Life
- 2006 – Live in San Francisco
- 2006 – Undisputed
- 2007 – Monsters of Dancehall
- 2009 – The Legend Returns